# Объединение множеств

Объединение A и B

Объедине́ние мно́жеств (тж. су́мма или соедине́ние) в теории множеств — множество, содержащее в себе все элементы исходных множеств. Объединение двух множеств {\displaystyle A} и {\displaystyle B} обычно обозначается {\displaystyle A} ∪ {\displaystyle B}, но иногда можно встретить запись в виде суммы {\displaystyle A+B}.

## Определения

### Объединение двух множеств
Пусть даны два множества {\displaystyle A} и {\displaystyle B}. Тогда их объединением называется множество	
{\displaystyle A\cup B=\{x\mid x\in A\vee x\in B\}.}

### Объединение семейства множеств
Пусть дано семейство множеств {\displaystyle \{M_{\alpha }\}_{\alpha \in A}.} Тогда его объединением называется множество, состоящее из всех элементов всех множеств семейства:
{\displaystyle \bigcup \limits _{\alpha \in A}M_{\alpha }=\{x\mid \exists \alpha \in A,\;x\in M_{\alpha }\}.}

## Свойства
- Объединение множеств является бинарной операцией на произвольном булеане {\displaystyle 2^{X};}
- Операция объединения множеств коммутативна:
{\displaystyle A\cup B=B\cup A;}
- Операция объединения множеств ассоциативна:
{\displaystyle (A\cup B)\cup C=A\cup (B\cup C);}
- Операция объединения множеств дистрибутивна относительно операции пересечения:[1]
{\displaystyle \left(\bigcap _{k}A_{k}\right)\cup B=\bigcap _{k}\left(A_{k}\cup B\right)}
- Пустое множество {\displaystyle X} является нейтральным элементом операции объединения множеств:
{\displaystyle A\cup \varnothing =A;}
- Таким образом булеан вместе с операцией объединения множеств является моноидом;
- Операция объединения множеств идемпотентна:
{\displaystyle A\cup A=A.}

## Примеры
- Пусть {\displaystyle A=\{1,2,3,4,5\},B=\{3,4,5,6,7,8\}.} Тогда

{\displaystyle A\cup B=\{1,2,3,4,5,6,7,8\};}
- {\displaystyle \bigcup \limits _{n\in \mathbb {Z} }[n,n+1]=\mathbb {R} .}